# Strategischer Bomber
Strategische Bomber sind schwere (meistens Langstrecken-) Bomber, die unter anderem für den Transport und Einsatz von Nuklearwaffen konzipiert werden. Sie können aber auch konventionelle Bomben und Marschflugkörper zum Einsatz bringen.
Die zentrale Fähigkeit aktueller strategischer Bomber ist ihre interkontinentale Reichweite (über 6.000 km), die einen Start direkt aus dem eigenen Gebiet, ohne vorherige Verlegung der Flugzeuge, ermöglicht. Reichweite und Einsatzdauer können durch Luftbetankung vergrößert werden. Einsatzziel der Bomber ist nicht die Gefechtsfeldunterstützung durch Angriff auf die gegnerischen Streitkräfte, sondern die Zerstörung des Hinterlandes des Gegners, insbesondere der Produktionsressourcen, der Infrastruktur und der militärischen Struktur.
Bereits wenige Jahre nach Ende des Zweiten Weltkrieges waren strategische Bomber Waffe der Wahl in einem künftigen Atomkrieg. Um die Zweitschlagskapazität auch nach einem Erstschlag des Gegners aufrechtzuerhalten, stellten die beiden Supermächte des Kalten Krieges strategische Bomberverbände auf, wobei die Bomberverbände der USA (zeitweise zuzüglich der britischen) stets deutlich stärker waren als die der Sowjetunion. Zeitweise befanden sich ständig US-Langstreckenbomber in der Luft (vgl.: Chrome Dome).
Mit der Entwicklung von Interkontinentalraketen ging die Bedeutung strategischer Bomber immer mehr zurück. Gleichzeitig wurde deren Fähigkeit, ungehindert in den feindlichen Luftraum einzudringen, durch radargelenkte Flugabwehrraketen und Abfangjäger mit look-down/shoot-down-Fähigkeit stark eingeschränkt.

## Liste von Bombertypen

### Historische Typen
| Flugzeugtyp                              | Produktionszeit   | Länge in m (von–bis) | Spannweite in m (von–bis) | Stückzahl Produktion (bis Mitte 2008) | Land                   | Bild      |
| ---------------------------------------- | ----------------- | -------------------- | ------------------------- | ------------------------------------- | ---------------------- | --------- |
| Mjassischtschew M-4 „Bison“              | 1951–1963 (ca.)   | 48 m                 | 50 m                      | 93                                    | Sowjetunion            | M-4       |
| Tupolew Tu-16 „Badger“ oder „Type 39“    | 1953–Mitte 1970er | 26 m                 | 33 m                      | 1.059                                 | Sowjetunion            | Tu-16     |
| Tupolew Tu-22 „Blinder“ (davor „Beauty“) | 1962–Ende 1970er  | 42 m                 | 23 m                      | 311                                   | Sowjetunion            | Tu-22     |
| Convair B-36D – B-36J Peacemaker         | 1947–1954         | 49 m                 | 70 m                      | 300(ca.)                              | Vereinigte Staaten     | B-36      |
| Boeing B-47 Stratojet                    | 1945–1965 (ca.)   | 32 m                 | 35 m                      | 2.032                                 | Vereinigte Staaten     | B-47      |
| Convair B-58 Hustler                     | 1955–1964         | 29 m                 | 17 m                      | 116                                   | Vereinigte Staaten     | B-58      |
| Handley Page H.P.80 Victor               | 1952–1963         | 36 m                 | 34 m                      | 86                                    | Vereinigtes Königreich | H.P.80    |
| Vickers 667 Valiant                      | 1952–1957         | 33 m                 | 35 m                      | 107                                   | Vereinigtes Königreich | Valiant   |
| Avro 698 Vulcan                          | 1956–1965         | 30 m                 | 34 m                      | 136                                   | Vereinigtes Königreich | Vulcan    |
| Dassault Mirage IV                       | 1963–1968         | 24 m                 | 12 m                      | 62                                    | Frankreich             | Mirage IV |

### Aktuelle Typen
| Name                                                            | Produktionszeit | Länge in Meter | Spannweite in Meter | Stückzahl bis 2008 | Stückzahl Ende 2020     | Land                   | Bild       |
| --------------------------------------------------------------- | --------------- | -------------- | ------------------- | ------------------ | ----------------------- | ---------------------- | ---------- |
| Tupolew Tu-22M „Backfire“                                       | 1972–1987 (ca.) | 42 m           | 34/23 m             | 497                | 66                      | Sowjetunion            | Tu-22M3    |
| Tupolew Tu-95 „Bear“                                            | 1956–1993       | 47 m           | 50 m                | 500+               | 42                      | Sowjetunion            | Tu-95      |
| Tupolew Tu-160 „Blackjack“                                      | 1980er–         | 54 m           | 55/35 m             | 35                 | 16 (weitere 50 geplant) | Sowjetunion / Russland | Tu-160     |
| Xian H-6 / Hong-6 (Variante der Tu-16)                          | 1968–           | 35 m           | 33 m                | 150+               | 150                     | Volksrepublik China    | Xian H-6M  |
| Boeing B-52 Stratofortress                                      | 1952–1962       | 46–47 m        | 56 m                | 744                | 74                      | Vereinigte Staaten     | B-52       |
| Boeing Rockwell B-1B Lancer                                     | 1970–1988 (ca.) | 44 m           | 41/23 m             | 104                | 59                      | Vereinigte Staaten     | B-1B       |
| Northrop Grumman B-2 Spirit „Stealth Bomber“ (Tarnkappenbomber) | 1988–1997       | 21 m           | 52 m                | 21                 | 19                      | Vereinigte Staaten     | B-2 Spirit |

### In Planung
| Name                         | Typ              | Indienststellung | geplante Stückzahl | Land                | Bild |
| ---------------------------- | ---------------- | ---------------- | ------------------ | ------------------- | ---- |
| Tupolew PAK-DA               | Tarnkappenbomber | 2025–2030        | –                  | Russland            |      |
| Xian H-20                    | Tarnkappenbomber | 2025             | –                  | Volksrepublik China |      |
| Northrop Grumman B-21 Raider | Tarnkappenbomber | 2025             | 100                | Vereinigte Staaten  | B-21 |